# Midori, Nagoya
Midori (緑区 Midori-ku) là quận thuộc thành phố Nagoya, tỉnh Aichi, Nhật Bản. Tính đến ngày 1 tháng 10 năm 2020, dân số ước tính thành phố là 248.802 người và mật độ dân số là 6.600 người/km2. Tổng diện tích thành phố là 37,91 km2.